# 스미르나 대화재

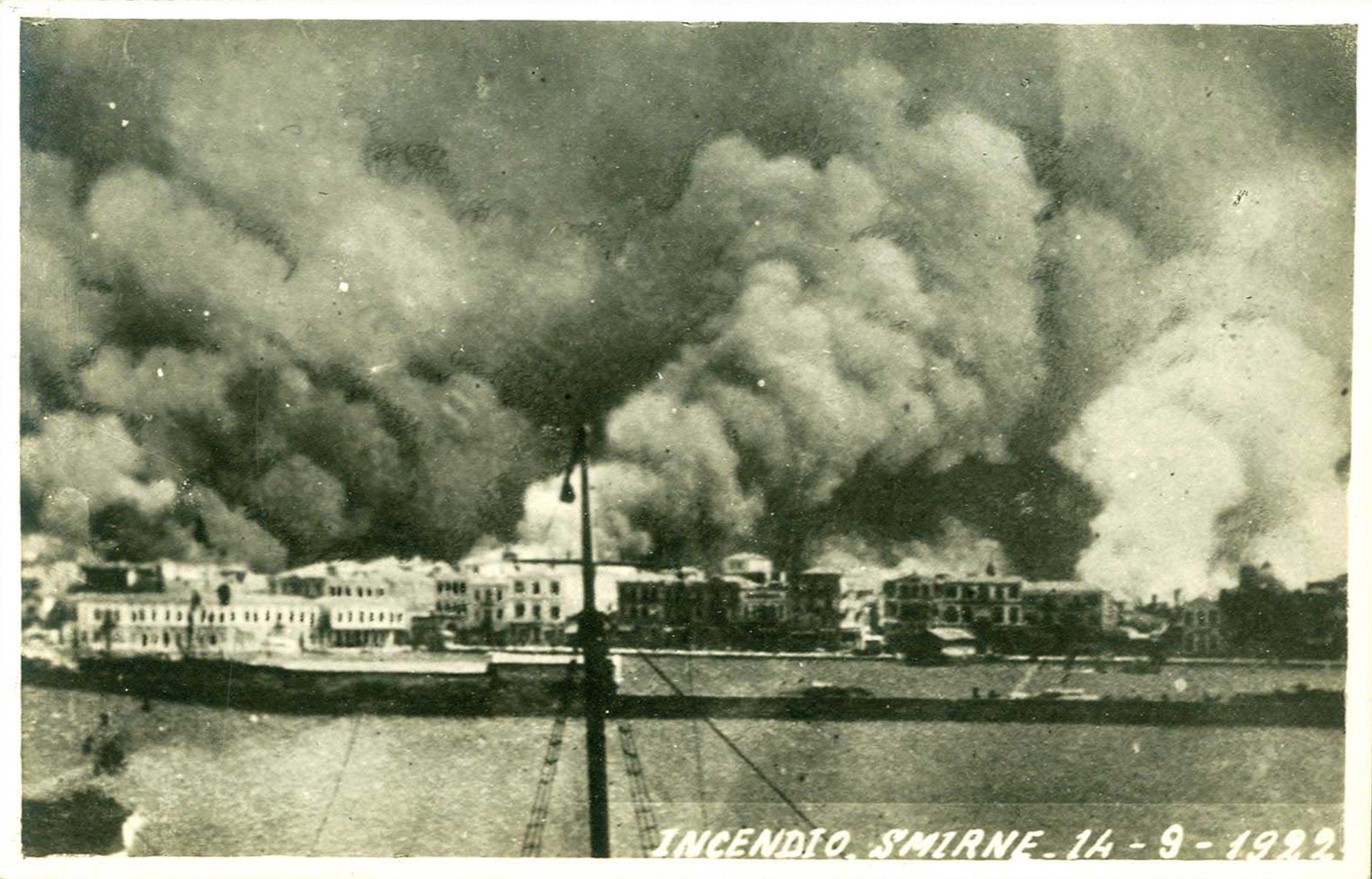
스미르나 대화재. 1922년 9월 14일.

스미르나 대화재는 1922년 9월에 소아시아의 항구 도시 스미르나(현재의 튀르키예 이즈미르)의 상당수를 불태운 화재 사건이다. 이 화재는 1922년 9월 13일에 시작하여 며칠 동안 이어진 것으로 기록되어 있다. 그리스-터키 전쟁 (1919년 ~ 1922년) 중 1919년 5월 15일에 그리스 군대가 스미르나에 상륙하여 3년 넘게 도시를 점령하고 있었으나 1922년 9월 9일에 터키 군대가 스미르나를 탈환하여 전쟁이 사실상 종결되었으며 나흘 뒤에 화재가 일어났다.
화재의 원인은 논쟁의 대상으로 남아 있다. 여러 주장이 있는데, 투르크인, 아르메니아인, 그리스인 탓으로 보거나 혼란 중에 우연히 발생한 일이라고 보는 설도 있으며, 당대에서 오늘날에 이르기까지 서로 상반된 언론 보도가 나왔다.